# سدهارتا
سدهارتا (بالألمانية: Siddhartha) هي رواية من تأليف هرمان هيسه الحائز على جائزة نوبل للأدب سنة 1946،والتي يتناول فيها الرحلة الروحية لرجل يدعى سدهارتا في زمن معاصر لغوتاما بودا. تم تأليف الرواية في عام 1922 باللغة الألمانية بلغة بسيطة وواضحة. ترجمت إلى الإنجليزية في العام 1951 وبلغت ذروة تأثيرها في الستينات من القرن العشرين.
تتكون كلمة سدهارتا من كلمتين باللغة السنسكريتية، سدها (تم تحقيقه) + ارتا (ما يُبحث عنه)، والتي تعني معًا «من وجد معنى (للوجود)» أو «من حقق أهدافه». يُشار إلى بوذا في هذا الكتاب باسم غوتاما.

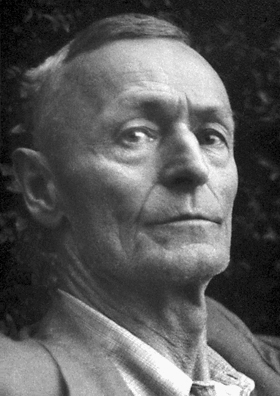
كاتب الرواية 1877/1962

## المواضيع الرئيسية
في رواية هيسه، تظهر تجربة مجمل الأحداث الواعية للحياة البشرية، على أنها أفضل طريقة للتعامل مع فهم الواقع وتحقيق التنوير. ⁠تُظهر صياغة هيسه لرحلة سدهارتا أن الفهم لا يتحقق من خلال الأساليب الفكرية، ولا من خلال الانغماس في ملذات العالم الجسدية والآلام المصاحبة لها، بل اكتمال هذه التجارب هو ما يسمح لسدهارتا بالحصول على الفهم.
وبالتالي فإن الأحداث الفردية لا معنى لها عند النظر إليها بمفردها، فإقامة سدهارتا مع السمنية وانغماسه في عوالم الحب والأعمال لا يؤديان في الواقع إلى النيرفانا، ومع ذلك لا يمكن اعتبارهما مشتتات للانتباه، لأن كل إجراء وحدث يمنح سدهارتا تجربة، ما يؤدي بدوره إلى الفهم.
كان انشغال هيسه في كتابة سدهارتا هو علاج «مرض الحياة - ليبنز كرانك هايت» عن طريق غمر نفسه في الفلسفة الهندية المشروحة في الأبانيشاد والبهاغافاد غيتا. استغرق النصف الثاني من الكتاب وقتًا طويلاً في الكتابة لأنّ هيسه «لم يختبر حالة الوحدة المتسامية التي يطمح إليها سدهارتا. في محاولة للقيام بذلك، عاش هيسه بشكل شبه منعزل وانغمس تمامًا في التعاليم المقدسة لكل من الكتب المقدسة الهندوسية والبوذية. كان قصده هو الوصول إلى هذا «الاكتمال» الذي كان في الرواية هو العلامة المميزة لبوذا». الرواية مبنية على ثلاث مراحل من الحياة التقليدية للذكور الهندوس: الطالب (براهماشارين)، ورب الأسرة (غريهاستا)، والمنعزل(فانابراستا)، بالإضافة إلى الحقائق النبيلة الأربع لبوذا (الجزء الأول) والمسار النبيل الثماني (الجزء الثاني)، ما يشكل اثني عشر فصلاً.  يذكر رالف فريدمان كيف علّق هيسه في رسالة له «لم يتعلّم سدهارتا الحكمة الحقيقية من أي معلم، بل من نهر يدوي بطريقة غريبة ومن أحمق لطيف يبتسم دائمًا وهو قديس سرًا». يقول هيسه في محاضرة عن سيدهارتا «غالبًا ما تُنتقَد طريقة بوذا للخلاص ويُشكَّك بها، لاعتقادهم أنها ترتكز بالكامل على الإدراك. هذا صحيح لكنها لا ترتكز على الإدراك الفكري فقط، أو مجرد التعلم والمعرفة، بل الخبرة الروحية التي لا يمكن اكتسابها إلا من خلال الانضباط الصارم في حياة نكران الذات». يشير فريدمان أيضًا إلى كيفية وصف سدهارتا جدلية حياة هيسه الداخلية: «كانت جميع الأقطاب المتناقضة في حياته مرسومة بشكل واضح: الرحيل المضطرب، والبحث عن السكون في المنزل، تنوع الخبرة وتناغم الروح الموحدة، ودوغمائية الدين وقلق الحرية». أظهر إيبرهارد أوسترمان كيف أن هيسه، بينما مزج النوع الديني للأسطورة مع الرواية الحديثة، سعى للتوفيق مع الآثار ذات الحدين للحداثة مثل الفردية، والتعددية، والانضباط الذاتي.

## شخصيات الرواية
- سدهارتا البطل الرئيسي، ابن براهمي، يسعى إلى التنوير الروحي من خلال التجربة الذاتية.يرفض التعاليم التقليدية ويخوض رحلة طويلة تشمل الزهد، الحب، المال، الأبوة، والتأمل.يمثل البحث الفردي عن الحقيقة بعيدًا عن العقائد الجاهزة.
- جوفيندا الصديق المخلص لسدهارتا، يرافقه في بداية الرحلة.يختار اتباع بوذا، ويؤمن بالتعليم المنهجي.يمثل الروح التابعة التي تبحث عن اليقين في الآخرين.
- كامالا امرأة جميلة وذكية، تُعلّم سدهارتا فن الحب.تمثل الجانب الحسي والمادي من الحياة.رغم دورها الجسدي، فهي أيضًا بوابة لفهم الذات من خلال الحب.
- كاما سوامي تاجر ثري، يُدخل سدهارتا عالم المال والصفقات.يجسد الانغماس في الحياة الدنيوية والسطحية.
- فازوديفا الملاح الحكيم الذي يعيش قرب النهر.لا يُعلّم بالكلمات، بل بالصمت والإصغاء.يمثل الحكمة الصامتة والتنوير الحقيقي من خلال الطبيعة والتجربة.[8]

## اقتباسات من الرواية
"المعرفة يمكن أن تُنقل، أما الحكمة فلا." تعبير جوهري عن الفرق بين التعلم النظري والتجربة الحية.
"الحكمة شيء لا يُنقل. الحكمة التي يحاول حكيم أن ينقلها تبدو، دائمًا، سخيفة." نقد لفكرة التعليم المباشر، وتأكيد على أن الفهم الحقيقي ينبع من الداخل.
"لم أكن أريد إلا أن أعيش وفق الدوافع التي تنبع من نفسي الحقيقية. فلِمَ كان ذلك بهذه الصعوبة؟" صرخة وجودية تعبّر عن صراع الإنسان مع ذاته ومجتمعه.
"كل ظاهرة على الأرض ليست سوى استعارة، وكل استعارة بوابة مفتوحة يمكن أن تجتازها الروح." دعوة للتأمل في العالم كرموز تحمل معاني أعمق من ظاهرها.
"تعلّم من النهر كيف يستمع، يستمع بقلب ساكن، بروح منتظرة، منفتحة، دون رغبة، دون حكمة، ودون آراء مسبقة." النهر في الرواية رمز للتجربة الكونية، وللحضور الكامل في اللحظة.
"هل تعلمت من النهر أنه لا يوجد شيء اسمه الزمن؟" تأمل في وحدة الوجود وتجاوز الماضي والمستقبل.
"يستطيع المرء أن يتسول ويشتري ويتلقّى الحب، ولكن الحب لا يمكن أن يُسرق." فكرة أن الحب لا يُنتزع بالقوة، بل يُمنح بحرية.

"إن الحب هو أعظم شيء في العالم... المهم الوحيد هو أن تحب العالم لا أن تزدريه." دعوة لقبول الحياة كما هي، بكل تناقضاتها.

## أسلوب الرواية
أسلوب سردي تأملي يمزج بين الرمزية الروحية والبنية الروائية الحديثة، حيث يستخدم لغة بسيطة وعميقة في آنٍ واحد، تُحاكي صوت الذات الباحثة عن الحقيقة. ينقل هيسه أفكاره الفلسفية من خلال حوار داخلي هادئ، وتوصيفات شاعرية للطبيعة، خاصة النهر الذي يتحول إلى رمز للزمن والتجربة والاكتمال. الأسلوب لا يعتمد على الحبكة التقليدية، بل على تطور الشخصية عبر مراحل الحياة، ويُوظف التكرار والإيقاع الهادئ ليُعزز التأمل، كما يتجنب المباشرة في طرح الأفكار، ويترك للقارئ مساحة للتأمل الشخصي، مما يجعل الرواية أقرب إلى رحلة روحية داخلية منها إلى سرد أحداث خارجية.

## المرأة في الرواية
تظهر المرأة في الرواية كعنصر جوهري في رحلة البطل نحو التنوير، لا بوصفها مجرد شخصية ثانوية، بل كرمز للتجربة الحسية والارتباط بالحياة المادية. تتجسد هذه الصورة من خلال شخصية كامالا، المرأة الجميلة والذكية التي تُعلّم سدهارتا فن الحب، وتُدخله عالم الجسد والرغبة، لتكون بوابته إلى مرحلة جديدة من الإدراك. كامالا ليست مجرد محظية، بل تمثل الجانب الأنثوي من الحكمة، حيث تُظهر أن الحب والجمال يمكن أن يكونا طريقًا لفهم الذات، لا مجرد متعة عابرة.
ورغم أن سدهارتا يترك كامالا لاحقًا في سعيه نحو النقاء الروحي، إلا أن أثرها يبقى حاضرًا، خاصة حين تلد له ابنًا، ما يُدخله في تجربة الأبوة، ويُعيده إلى مواجهة التعلّق والمعاناة. المرأة في الرواية ليست مصدرًا للضعف، بل قوة ناعمة تُعلّم البطل دروسًا لا تُكتسب من الزهد أو التأمل، بل من الانغماس في الحياة نفسها. وهكذا، يُقدّم هيسه المرأة كجزء لا يتجزأ من رحلة الإنسان نحو الاكتمال، حيث لا يتحقق التنوير إلا بعبور كل مراحل الوجود، ومنها الحب، والرغبة، والألم.

## روابط خارجية
- سدهارتا على موقع الموسوعة البريطانية (الإنجليزية)